# Notoacmea sturnus
Notoacmea sturnus is een slakkensoort uit de familie van de Lottiidae. De wetenschappelijke naam van de soort is voor het eerst geldig gepubliceerd in 1841 door Hombron & Jacquinot.